# Luljeta Lleshanaku

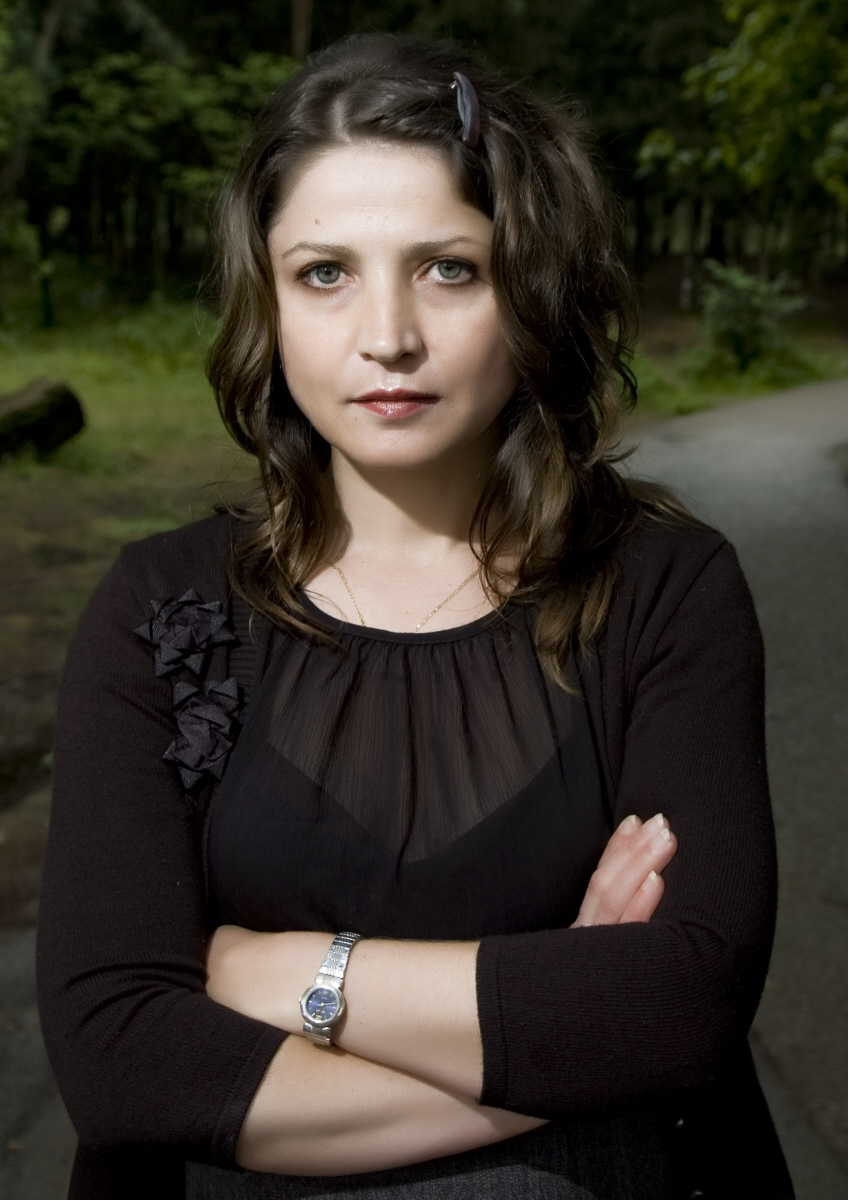
Luljeta Lleshanaku, 2010

Luljeta Lleshanaku (* 1968 in Elbasan, Albanien)  ist eine albanische Dichterin.

## Leben
Luljeta Lleshanaku wuchs in Kruja auf. In ihrer Jugend erlebte sie viele Benachteiligungen, da ihrer Familie politische Feindschaft gegenüber der Sozialistischen Volksrepublik Albanien vorgeworfen wurde; einem Onkel wurde die Planung eines Attentats auf Enver Hoxha vorgeworfen. Luljeta konnte deshalb erst nach dem Sturz der Diktatur 1990 eine Hochschule besuchen. Sie studierte Sprachen und Literatur in Tirana. Danach arbeitete sie für verschiedene Zeitschriften und übersetzte aus dem Amerikanischen.
Seit 1990 veröffentlicht sie Gedichtbände, die in mehrere Sprachen übertragen wurden. 2000 erhielt sie den albanischen Staatspreis für Literatur „Silberne Feder“, 2009 wurde sie auf dem in Slowenien stattfindenden Literaturfestival Kristal Vilenica für ihre Lyrik ausgezeichnet. Ihr Gedichtband Kinder der Natur erschien 2010 in deutscher Sprache. 2013 wurde sie bei der Buchmesse von Tirana zur Autorin des Jahres erklärt und gewann die Buchmesse von Prishtina.
Lleshanaku lebt in Tirana und ist Leiterin des Instituts für die Aufarbeitung des kommunistischen Genozids in Albanien.

## Veröffentlichungen
- Preludë poetike, 1990
- Këmbanat e së dielës, 1994
- Sytë e somnabulës, 1994
- Gjysëmkubizëm, 1997
- Antipastorale, 1999
- Palca e verdhë, 2000
- Femijët e natyrës, 2006 (deutsch: Kinder der Natur, Übersetzung: Andrea Grill, 2010)[7]
- Pothuajse dje, 2012
- Homo Antarcticus, 2015
- Hapësirë Negative, 2018
- Die Stadt der Äpfel. Aus dem Albanischen von Andrea Grill. Edition Lyrik Kabinett bei Hanser, München 2021, ISBN 978-3-446-27080-0.[8]